# Eugene Aynsley Goossens
Eugene Aynsley Goossens (Londres, 26 de mayo de 1893 - Hillingdon, 13 de junio de 1962) fue un director de orquesta y compositor inglés.

## Biografía y obra
Nació en Camden Town (Londres), era hijo del violinista y director de orquesta Eugène Goossens (1867–1958). Estudió música en Brujas y Liverpool, trasladándose en 1907 al Royal College of Music de Londres, donde fue discípulo del compositor Charles Villiers Stanford  y el violinista Achille Rivarde.  Entre 1931 y 1946 fue el director titular de la Orquesta Sinfónica de Cincinnati. El 9 de marzo de 1956 cayó en desgracia, tras darse a conocer que mantenía contactos con Rosaleen Norton y ser detenido en el aeropuerto de Sídney, por detectarse en su equipaje material considerado pornográfico, por lo que se le impuso una multa.
Compuso 2 sinfonías (1940, 1945), un concierto para oboe (1927) dedicado a su hermano Léon Goossens, dos cuartetos para cuerda, dos sonatas para violín y otras obras de música de cámara. También las óperas Judith (1929) y Don Juan de Mañara, emitida por la BBC el 11 de abril de 1959 con el mismo Goossens como director, y el oratorio The Apocalypse